# Gopło (przystanek kolejowy)
Gopło – nieczynna stacja kolejowa, a następnie przystanek kolejowy w Gople, w województwie kujawsko-pomorskim, w Polsce.
Na stacji zachowała się wieża wodna.